# Putics Barna
Putics Barna (Pécs, 1984. augusztus 18. –) magyar válogatott kézilabdázó.

## Sportpályafutása
Felnőtt pályafutását Veszprémben kezdte, itt játszott egészen 2008-ig. Ezt követően a német élvonalbeli TUSEM Essen játékosa lett. Ugyanezen év telén a Barcelonához igazolt, majd mindössze fél év után az RK Koperhez távozott. 2009 telén igazolt új klubjához, a GWD Mindenhez. 2010-től 2014-ig Gummersbachban játszott. Innen a francia Tremblay-en-France-hoz szerződött..
Londonban Pérez Carlos sérülése miatt menet közben hívták be a válogatottba, és a férfi csapattal a 2012. évi nyári olimpiai játékokon negyedik helyet szerzett.

## Díjai, elismerései
- Magyar Ezüst Érdemkereszt (2012)

## Fordítás
Ez a szócikk részben vagy egészben  a   Barna Putics című német Wikipédia-szócikk fordításán alapul.  Az eredeti cikk szerkesztőit annak laptörténete sorolja fel. Ez a jelzés csupán a megfogalmazás eredetét és a szerzői jogokat jelzi, nem szolgál a cikkben szereplő információk forrásmegjelöléseként.